# 严正 (1961年)
严正（1961年11月—），福建连城人，汉族，中国共产党党员。中华人民共和国政治人物、第十三届全国人民代表大会福建省代表。

## 生平
2018年，严正被选为福建省出席第十三届全国人民代表大会代表。